# Новоэкономическое (Покровский район)
Новоэкономи́ческое (укр. Новоекономі́чне) — посёлок (село до 1956 года) Покровского района Донецкой области Украины. Находится на реке Казённый Торец при впадении притока Сенная, в 50 км от Донецка.
Первым официальным названием села было «деревня Новая». После строительства церкви Рождества Богородицы с 1801 года стало именоваться Новым. С 1859 года числится как село Новоэкономическое (Караково).
19 октября 1941 года советские органы и войска оставили посёлок, оккупирован германскими войсками.
7 сентября 1943 года освобождён от гитлеровских германских войск советскими войсками Юго-Западного фронта в ходе Донбасской операции:
- 3-й гвардейской армии в составе: части войск 259-й сд (полковник Власенко, Алексей Митрофанович) 32-го ск (генерал-майор Жеребин, Дмитрий Сергеевич); 135-й тбр (подполковник Безнощенко, Михаил Захарович)

23-го тк (генерал-лейтенант т/в Пушкин, Ефим Григорьевич).
- 17-й воздушной армии в составе: 288-й иад (полковник Смирнов, Борис Александрович) 1-го смешанного авиакорпуса (генерал-майор авиации Шевченко, Владимир Илларионович)[4].

В ходе вторжения России на Украину город был обстрелян российской артилерией и авиацией. Храм Рождества Пресвятой Богородицы 8 июля 2024 года получил сильные повреждения.